# Bitva o Třebíč
Bitva o Třebíč (12. května — 9. června 1468) byla jednou z bitev v česko-uherských válkách. Po skončení bitvy bylo město Třebíč na několik let zničeno a tato bitva byla jednou z příčin zániku zdejšího kláštera. Jako hlavní dopady bitvy jsou v kronice Eliáše Střelky uvedeny doklady, že po sedm let na místě tehdejšího města zůstaly pouze ohořelé a opuštěné trosky budov. Z původních staveb měly být zachovány pouze budovy Baziliky sv. Prokopa s tehdejším klášterem a prý i městská věž sloužící pro obranu města.

## Příčiny bitvy
Hlavní příčinou česko-uherských válek bylo papežské prohlášení z 23. července 1466. Ve veřejné konsistoři byl český král Jiří z Poděbrad prohlášen kacířem a později byl papežem Pavlem II. zbaven úřadu krále a jeho poddaní byli vyvázáni z přísahy věrnosti a oddanosti. Papež vyhlásil proti kališnickým Čechům křížovou výpravu a jejím vedením pověřil odbojného moravského pána Zdeňka ze Šternberka. Prvním výpadům protivníka dokázala česká vojska odolat.
Do 26. května roku 1468 mělo být dodržováno dočasné příměří, nicméně již od března téhož roku vedl bitvy vykonavatel papežské klatby Matyáš Korvín, král uherský. Vojska Jiřího z Poděbrad byla vyslána do tehdejšího nejednotného Rakouska proti vévodovi Bedřichovi; českým velitelem byl královský syn Viktorín z Poděbrad. Viktorínova vojska byla sevřena u Štokravy a byla tak donucena k ústupu zpět do Čech.

## Bitva

### Před bitvou
V reakci na ústup Viktorínova vojska rozhodl král Matyáš toto vojsko pronásledovat. 4. května 1468 proto vyslal posly ke svým spojencům do Jihlavy, aby se se svými vojsky do 20 dnů dostavili k městu Telči. Kníže Viktorín mezitím přes Hrotovice a Náměšť nad Oslavou 10. května dorazil k Třebíči a ubytoval se v klášteře. Obyvatelé venkova a blízkého okolí Třebíče byli vojsky Matyáše Korvína donuceni uchýlit se se svými vozy do opevněné Třebíče, ženy a děti byly odvezeny do Velkého Meziříčí.

### Dobytí města

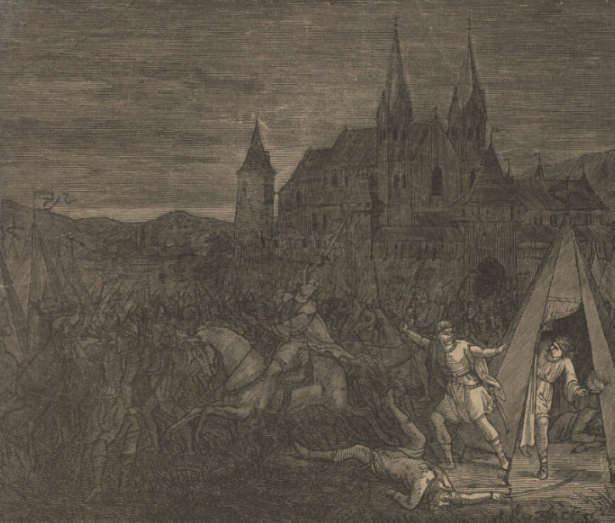
Útěk Viktorína z Poděbrad od obléhané Třebíče

Přibližně 12. května dorazil Matyáš Korvín se svým vojskem k Třebíči. Součástí jeho vojska mělo být přes 10 000 jezdců. Hlavní pluk podle historických záznamů tvořily oddíly pod velením uherského barona, původně moravského pána (a bývalého husity) Jana Jiskry z Brandýsa. Město v obležení odolávalo útokům přes tři dny.
Nejspíše 14. května 1468 vojska Matyáše Korvína Třebíč dobyla, vydrancovala a vypálila. Viktorín poslal zprávu o situaci svému otci a český panovník ihned svolal obrannou radu. Shromažďování vojsk však probíhalo pomalu a Jiří z Poděbrad proto vyslal k Třebíči oddíl žoldnéřů, kteří měli napadat nepřátelská vojska. Později vyrazila i zemská armáda vedená druhým Jiřího synem Hynkem z Poděbrad, ve které bylo přibližně 8 000 pěších vojáků a 1 000 jezdců. Došlo k vzájemným soubojům, které neměly vítěze. Viktorín, který byl uvězněný v klášteře, komunikoval s vojsky pomocí šípů vystřelených z prostor kláštera. V noci z 5. na 6. června byl předstírán manévr útoku, při kterém se podařilo Viktorínovi uprchnout z opevněného kláštera a probojovat se k vojskům Hynka z Poděbrad. Dvorský však uvádí, že Viktorín se měl s četou asi 800 vojínů probít 6. června vojskem Matyáše Korvína a dostat se tak k vojsku bratra Hynka.
Obránci kláštera se bránili do 15. června, k tomuto datu se za předem dohodnutých podmínek vzdali a 20. června 1468 odtáhl i Matyáš se svými vojsky, která dobyla a vydrancovala město.
| „              | Šest set let zapadlo v hlubinu věků od doby Karlovy, paměti slavné, kdy Karel, markrabí tohoto kraje, na město povýšil domy tvé dávné, na město zpevněné kamennou hrází, kde v době válečné našel by klid jak občan pokojný se svými statky, tak blízký poddaný, venkovský lid. Tak mínil markrabě, příští náš král. Dějiny však vždy svou cestičkou běží, divoký Asiat na hradbách stojí, pochodeň války plá s hradebních věží, za dne i za noci tvé domy hoří, plameny šlehají vysoko k nebi. Z kolébek vychladlých v májové noci se místo života smrti tvář šklebí. | “ |
| — Josef Rokyta | |   |